# Jelena Stempkowska
Jelena Konstantinowna Stempkowska (ros. Елена Константиновна Стемпковская, ur. 1921 we wsi Mazurszczyna w rejonie soligorskim w obwodzie mińskim, zm. 26 czerwca 1942 k. wsi Zimowieńka w rejonie szebiekińskim w obwodzie biełgorodzkim) – radziecka radiotelegrafistka, Bohater Związku Radzieckiego (1946).

## Życiorys
Urodziła się w rosyjskiej rodzinie chłopskiej. Studiowała w Instytucie Pedagogicznym w Taszkencie, mieszkała w kiszłaku Bajaut-1 w obwodzie syrdaryjskim w Uzbekistanie, od czerwca 1941 służyła w Armii Czerwonej. Ukończyła kursy radiotelegrafistów, od stycznia 1942 uczestniczyła w wojnie z Niemcami, była radzistką batalionu piechoty 216 pułku piechoty 76 Dywizji Piechoty 21 Armii Frontu Południowo-Zachodniego w stopniu młodszego sierżanta. W czerwcu 1942 podczas wychodzenia batalionu z okrążenia ubezpieczała łączność ze sztabem pułku, później wraz z plutonem osłaniała odwrót batalionu, zginęła w walce. Została pochowana we wsi Zimowieńka. Była odznaczona Orderem Czerwonego Sztandaru, 15 maja 1946 pośmiertnie otrzymała tytuł Bohatera Związku Radzieckiego i Order Lenina.